# Devyne Rensch
Devyne Fabian Jairo Rensch, född 18 januari 2003, är en nederländsk fotbollsspelare som spelar för Ajax.

## Klubbkarriär
Rensch började spela fotboll i VV Unicum och gick som 13-åring till Ajax. Han debuterade för Jong Ajax i Eerste Divisie den 18 september 2020 i en 3–0-vinst över Go Ahead Eagles. Totalt spelade han 11 matcher och gjorde tre mål för Jong Ajax under 2020.
Den 19 november 2020 blev han tilldelad Abdelhak Nouri-priset, som årligen delas ut till årets talang i Ajax. Nio dagar senare debuterade Rensch i Eredivisie i en 5–0-vinst över FC Emmen, där han blev inbytt i den 72:a minuten mot Noussair Mazraoui. Rensch gjorde sin första match som startspelare den 31 januari 2021 i en 3–0-vinst över AZ Alkmaar.
Den 18 februari 2021 gjorde Rensch sin Europa League-debut i en 2–1-vinst över franska Lille. Han gjorde sitt första mål för Ajax den 21 mars 2021 i en 5–0-vinst över ADO Den Haag.

## Landslagskarriär
Rensch var en del av Nederländernas U17-landslag som tog guld vid U17-Europamästerskapet 2019 i Irland. Han spelade i samtliga av Nederländernas sex matcher i turneringen. Under året var han även en del av truppen vid U17-världsmästerskapet 2019 i Brasilien, där Nederländerna slutade på fjärde plats.
Rensch debuterade för A-landslaget den 7 september 2021 i en 6–1-vinst över Turkiet i kvalet till VM 2022, där han blev inbytt i den 71:a minuten mot Denzel Dumfries.

## Meriter
Ajax
- Nederländsk mästare (2): 2021, 2022
- Nederländsk cupvinnare: 2021

 Nederländerna U17
- U17-Europamästare: 2019

Individuellt
- Abdelhak Nouri-priset (Årets talang i Ajax): 2020[1]